# 科索沃警察
科索沃警察 ，科索沃国家的执法机构，成立于1989年，并于2008年颁布新的警务法之后重组并延续至今。其下辖五个部门八个警区，由科索沃内务部管理。

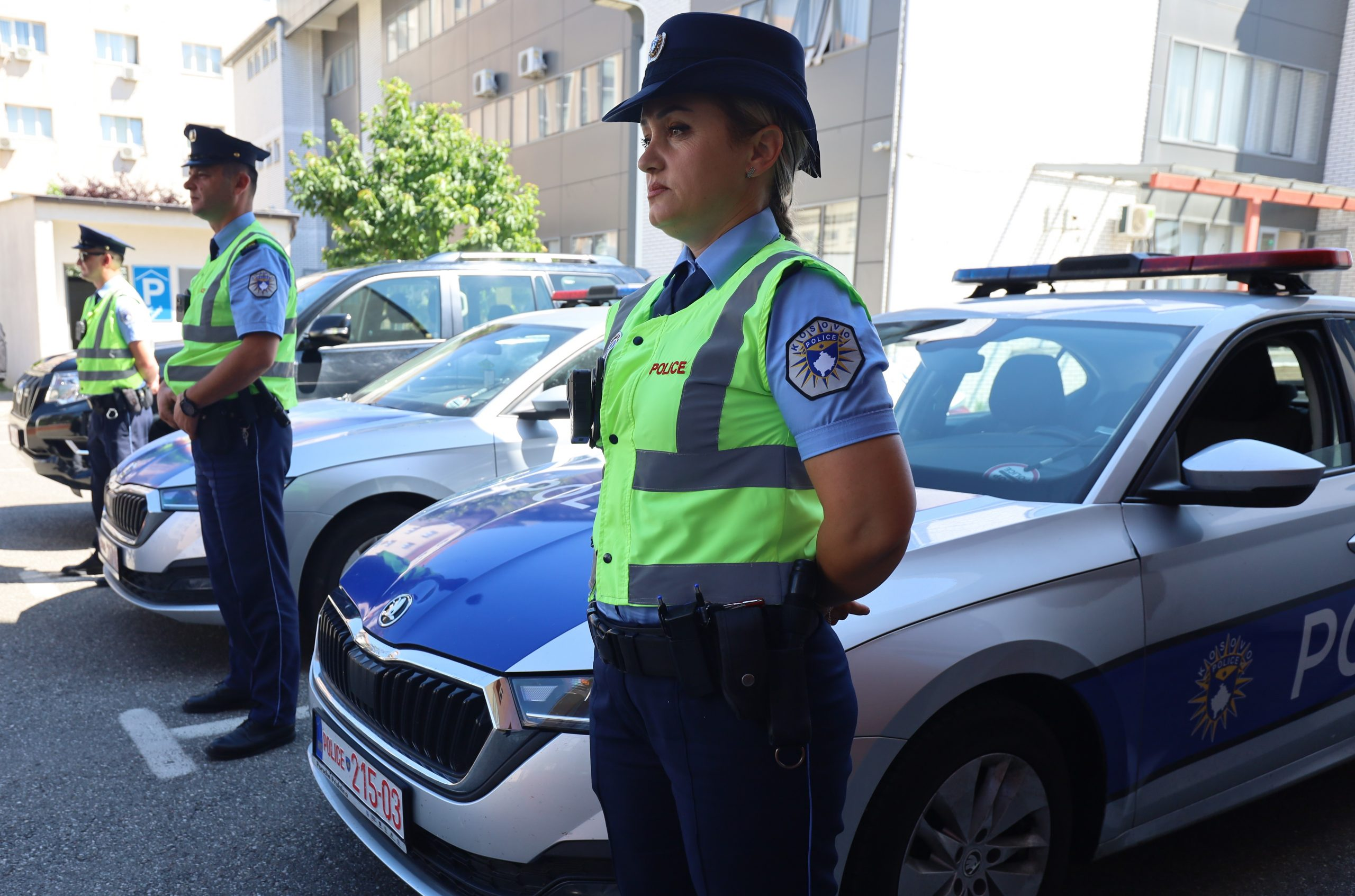
科索沃交通警察

## 历史
科索沃战争结束后，科索沃的内政由联合国科索沃临时行政当局特派团及北约驻科索沃维和部队负责。根据联合国安理会第1244号决议，特派团有责任维持民事法律及在此基础上的秩序，并建立一支新的警察部队 。
科索沃警察的前身是由特派团专员斯文·弗雷德里克森命名的科索沃警察服务部队。其建立于1999年9月6日，并被允许将其最初的176个学员送往乌什特里亚的警校学习。警校在战前曾一度关闭，后由欧洲安全与合作组织恢复开办。其除训练第一批科索沃警察之外，还建立了一个以西方训练标准为准的训练体系。科索沃警察服务部队从属于特派团，其专员凌驾于国际刑警组织及警察服务部队之上。

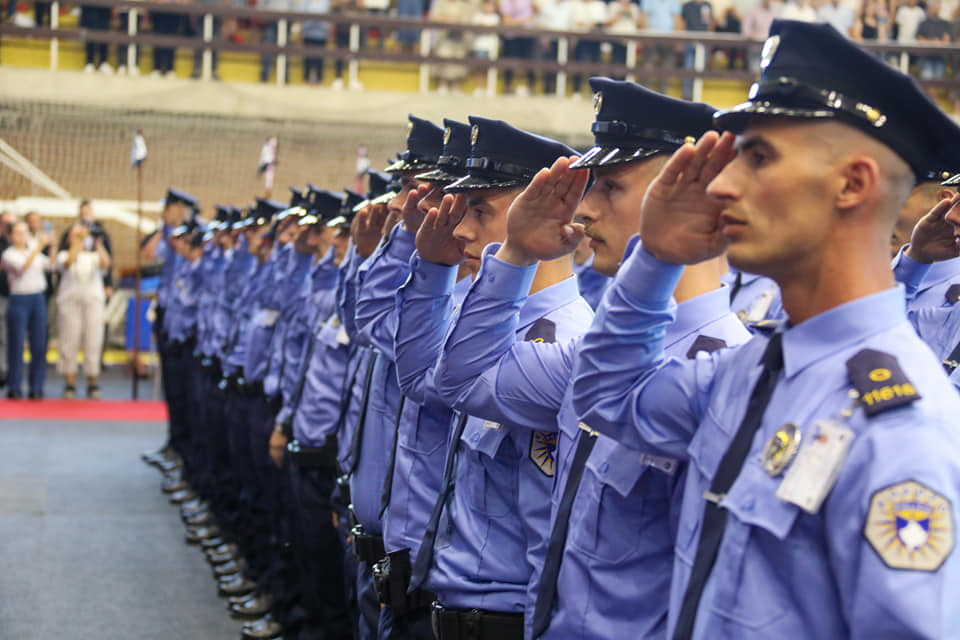
第58期科索沃警校畢業生

2008年2月，在科索沃宣布独立之后，科索沃政府接替特派团开始管辖科索沃警察服务部队，并将其改名为科索沃警察，由科索沃内务部遵照科索沃宪法及警务法进行管理。

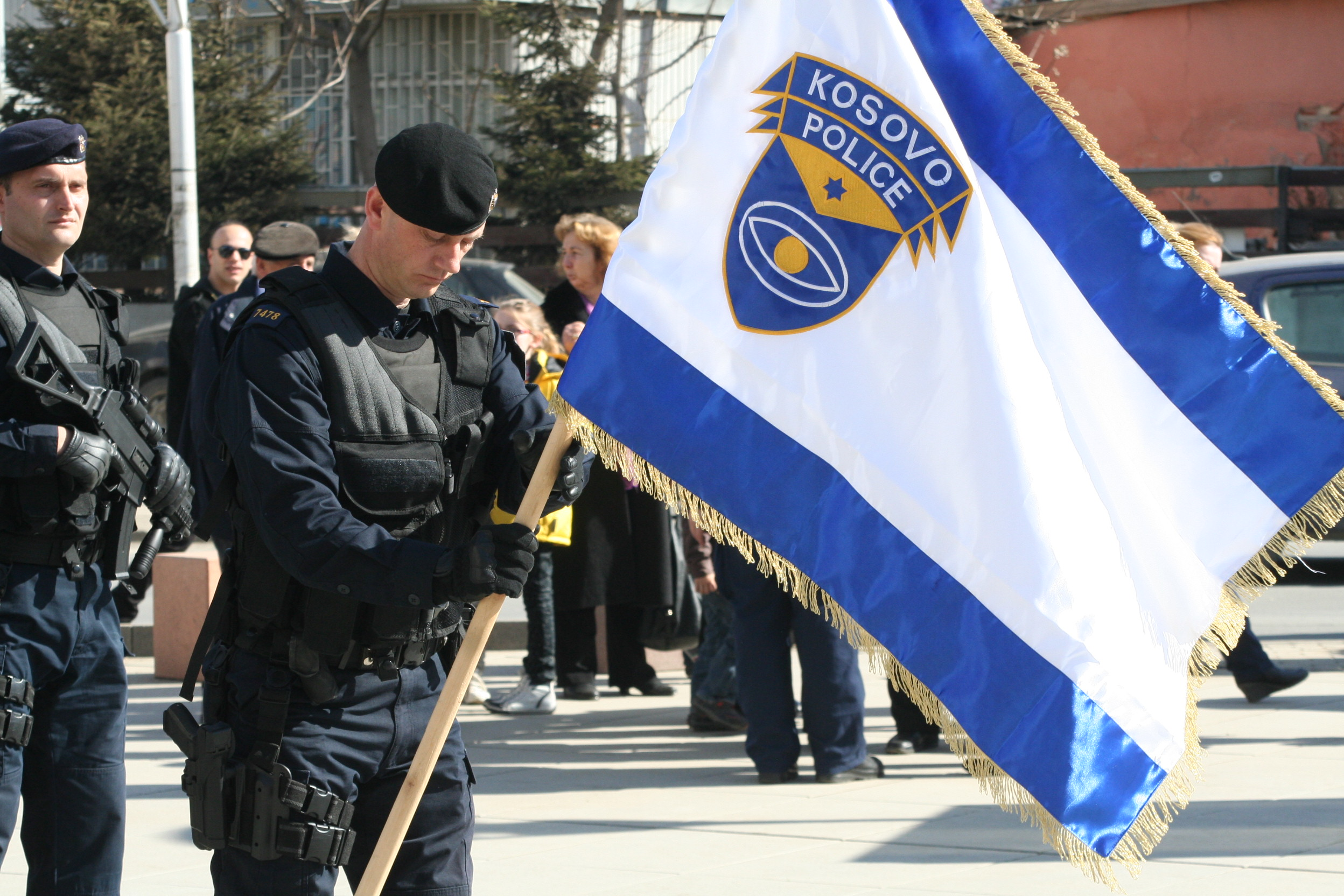
一名科索沃警察与其旗帜

科索沃警察数量自1999年以来呈稳定增长态势，并于2004年达到其规模的巅峰，近7000名警员。截至2018年，其共有8721名成员，包括近8000名警员，部分行政人员及警校生。其成员中约10%属于少数民族（即塞尔维亚族、波什尼亚克族、罗姆族、土耳其族及古拉尼族）。
2022年11月，在2022-2023北科索沃危机期间，约300名塞族警员集体辞职以示对政府禁止北科索沃车辆继续悬挂塞尔维亚车牌的抗议，使该地出现警力真空。为应对这一事件，科索沃政府将阿尔巴尼亚族警察调往该地，引起当地塞族抗议。作为回应，科索沃政府呼吁其他少数民族积极加入警察队伍。

## 外部連結
- Kosovo Police Official Website （页面存档备份，存于）
- Ministry of Internal Affairs （页面存档备份，存于）
- Kosovo Center for Public Safety, Education and Development
- Special units of Kosovo Police – ROSU （页面存档备份，存于）